# Les Larmes de saint Pierre (Vélasquez)
Pour les articles homonymes, voir Les Larmes de saint Pierre.
Les Larmes de saint Pierre est une huile sur toile attribuée à Diego Vélasquez. La toile, inconnue jusqu'à une date récente a été découverte grâce aux études sur le peintre.
L'apôtre saint Pierre pleure sa négation de Jésus, selon un modèle très apprécié dans la Séville du premier tiers du XVIIe siècle. Il existe de nombreux exemples de ce sujet  ainsi celui du musée des beaux-arts de Séville possède versions attribuées à Herrera le Vieux, celle de l'ancienne collection d'Aureliano de Beruete ; celle de la collection du Marquis de Villar de Tajo ou celle de la confrérie des Panaderos.
Dans cette toile, l’apôtre, de corps entier, apparaît assis sur un rocher, les jambes croisées et les mains unies sur les genoux, pendant qu'il lève la tête au ciel avec les yeux en larmes. Les clefs apparaissent tombées au sol, et à l'angle supérieur gauche on note un paysage désolé enveloppée dans la lumière argentée du matin.
C'est une œuvre de très haute qualité qui correspond à la manière de faire de Vélasquez de sa période juvénile, très proche de la toile Trois musiciens de Berlin, Vieille faisant frire des œufs ou Le Porteur d'eau de Séville, dont la technique et les caractéristiques révèlent l'originalité totale de la peinture. Il ne peut s'agir d'une copie ou d'un dérivé : les détails techniques picturaux, les repentirs et la façon de traiter le dos du saint montrent qu'il s'agit manifestement d'une première version très sûre sur ce thème.